# منطقه بروملی لندن
منطقه بروملی لندن (به انگلیسی: London Borough of Bromley) یک منطقه در بریتانیا است.
این منطقه ۱۵۰٫۱۵ کیلومتر مربع مساحت و ۳۰۲٬۶۰۰ نفر جمعیت دارد.

## خواهرخوانده
شهر نویوید خواهرخواندهٔ منطقه بروملی لندن هست.